# Whitley Bay
Whitley Bay är en ort i Storbritannien.   Den ligger i distriktet North Tyneside i Tyne and Wear i riksdelen England, i den centrala delen av landet, 400 km norr om huvudstaden London. Whitley Bay ligger 29 meter över havet och antalet invånare är 38 055.
Terrängen runt Whitley Bay är platt. Havet är nära Whitley Bay åt nordost.  Närmaste större samhälle är Newcastle upon Tyne, 12,9 km sydväst om Whitley Bay. 